# Église Saint-Martin de Meursac
L’église Saint-Martin est une église paroissiale située à Meursac, dans le département français de la Charente-Maritime et le diocèse de La Rochelle et Saintes.

## Historique
Ce modeste sanctuaire a sans doute eu à subir des déprédations au cours des différents conflits qui ont ensanglanté la Saintonge, comme en témoignent les diverses campagnes de reconstruction, qui font de l'édifice une synthèse des styles roman saintongeais et gothique tardif. L'échauguette et les mâchicoulis du croisillon sud sont des témoignages des guerres de Religion, particulièrement violentes dans la région. Une crypte bâtie sur un ancien souterrain-refuge, peut-être d'origine celtique, a été redécouverte en 1976.

## Description

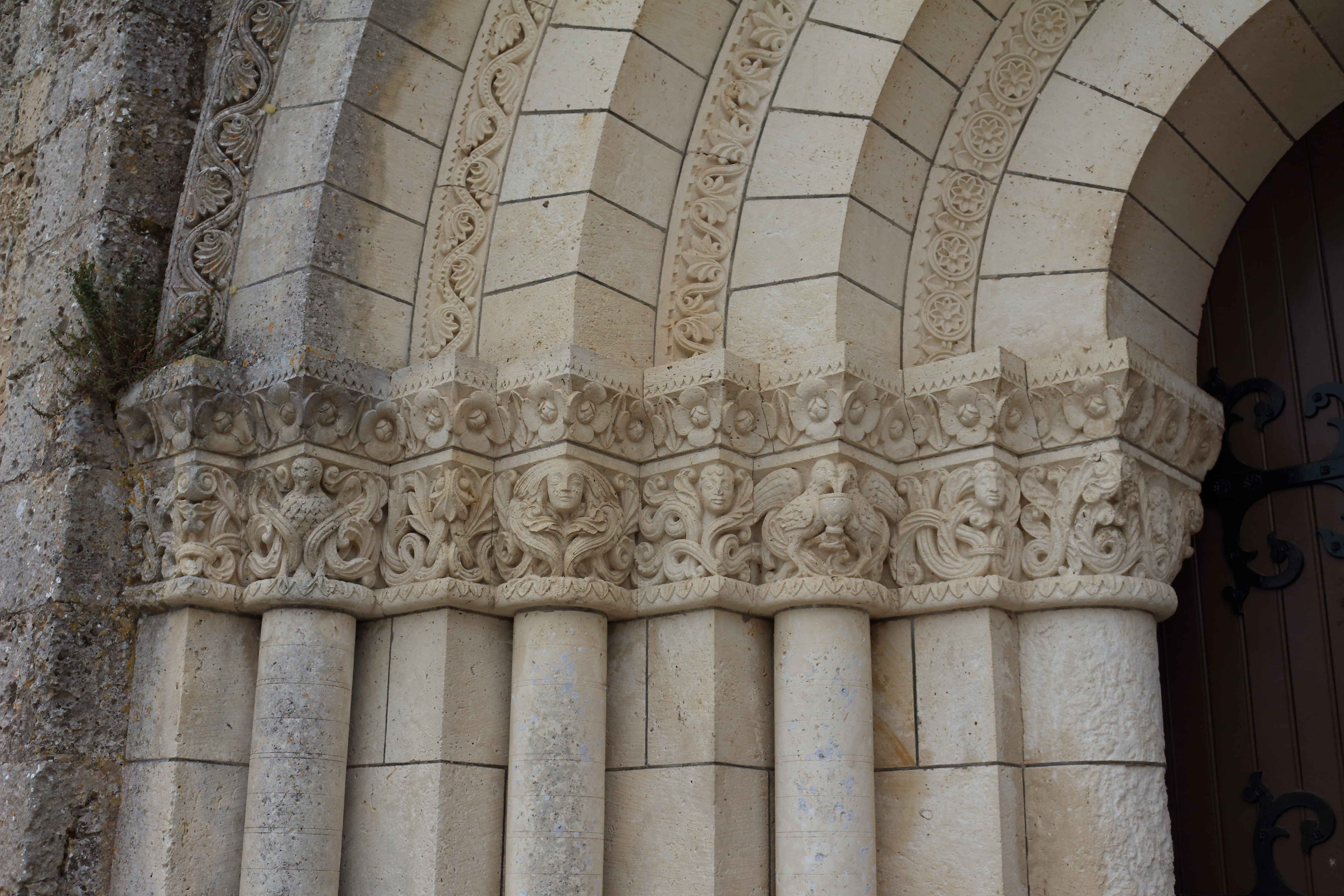
Chapiteaux et colonnettes du portail occidental.

L'architecture complexe de l'église Saint-Martin témoigne de nombreux remaniements au cours des siècles. Les parties les plus anciennes de cette ancienne possession casadéenne semblent remonter au XIIe siècle, époque qui voit fleurir de nombreuses églises romanes dans la campagne saintongeaise. La façade, haute et élancée, se compose de deux registres horizontaux et est couronnée d'un pignon aigu, qui ajoute encore à sa monumentalité. La partie inférieure se compose d'un portail unique en plein cintre, à quatre voussures nues (les claveaux ayant été refaits en 1895) portées par des colonnettes aux chapiteaux ornés d'entrelacs, de visages sculptés et d'oiseaux buvant dans un même calice, ou au contraire se détournant l'un de l'autre.
La partie supérieure est composée d'une baie centrale à trois voussures, encadrée par deux arcades aveugles, séparées par une série de colonnettes finement ouvragées montées sur une corniche et un soubassement à cannelures et se terminant en chandelles. La transition entre cet étage et le pignon est formée par une série de modillons représentant des animaux dont le sculpteur a transcrit le nom en latin sur le bord des tablettes (Leopardus, Colube) ainsi qu'un curieux personnage tirant la langue, illustration du caractère volontiers facétieux des « ymagiers » du Moyen Âge.
La nef est formée de quatre travées, couvertes d'une voûte en anse de panier. Une série de colonnes aux chapiteaux dépourvus de toute ornementation portaient autrefois les doubleaux soutenant la voûte en berceau primitive, aujourd'hui disparue. D'amples arcades en berceau brisé rythment ses élévations latérales.
Transept et chœur ont été considérablement remaniés. Si la structure du transept et de l'avant-chœur primitif se retrouvent, avec leurs chapiteaux romans et leurs voûtes en berceau, l'ensemble a été « enveloppé » par des adjonctions gothiques, contraignant à refaire la maçonnerie de cette partie de l'église. De fait, le carré du transept présente la particularité d'être entouré de piliers dissemblables, portant des arcs grossièrement assemblés. Ces transformations datent de 1488, année où un procès-verbal fait état de la construction « d'ung arseau soulz la tour du clocher dudit lieu ».
Le vaste sanctuaire gothique « double » les parties romanes. Il se compose d'un chœur et de deux chapelles latérales, toutes couvertes de croisées d'ogives, qui retombent sur des culs-de-lampe représentant des oiseaux et des têtes humaines énigmatiques. De larges baies ogivales, où se mêlent trilobes et quadrilobes, inondent de lumière cette partie de l'édifice.
Un retable en bois doré, entouré de deux crédences de style Louis XV, prennent place dans le chœur et les chapelles adjacentes. Le motif central est « L'agneau de l'apocalypse » pris dans un fond rayonnant. Cet ensemble, restauré par les Beaux-Arts en 1975, aurait été dessiné pour l'abbaye aux Dames de Saintes.

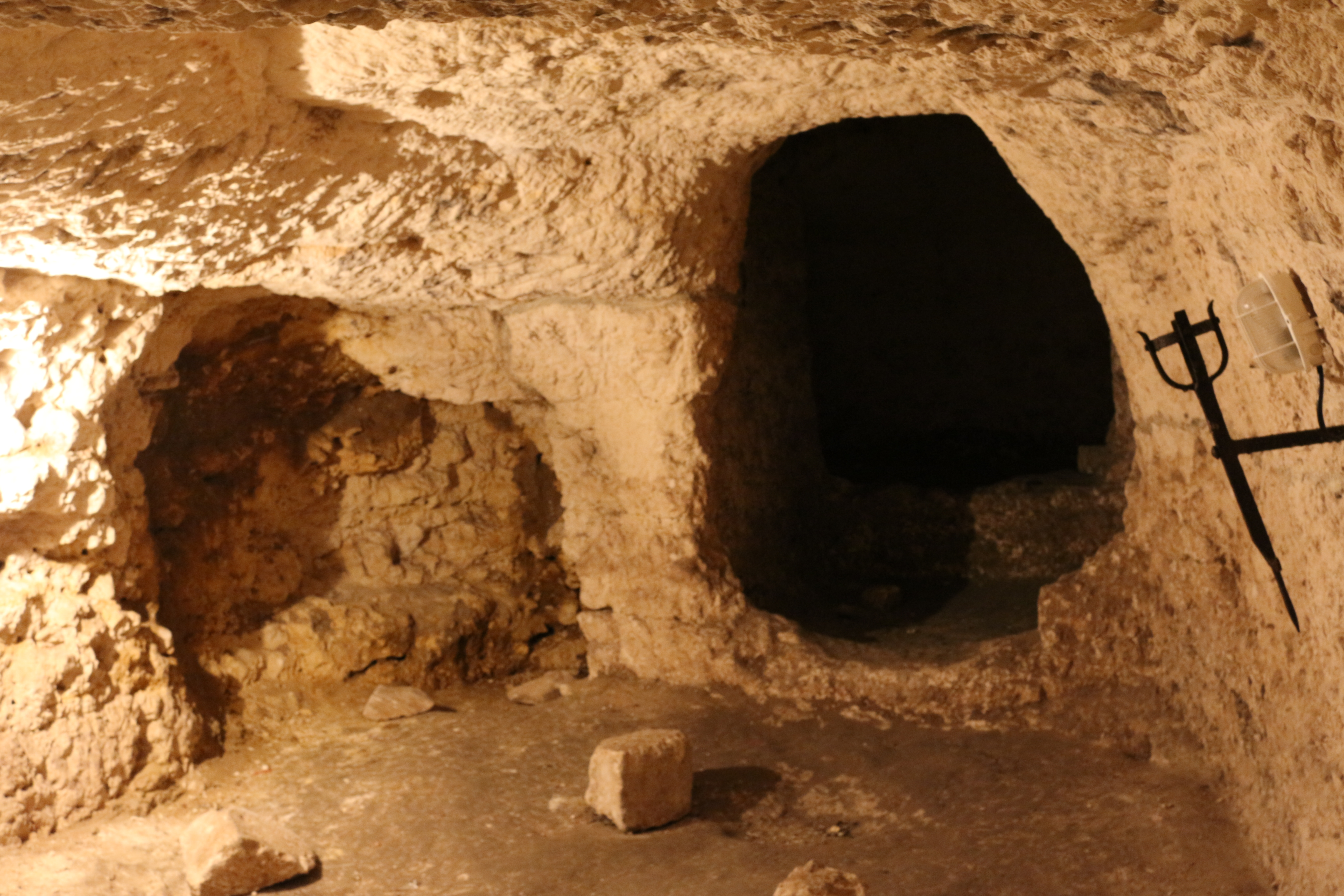
La crypte.

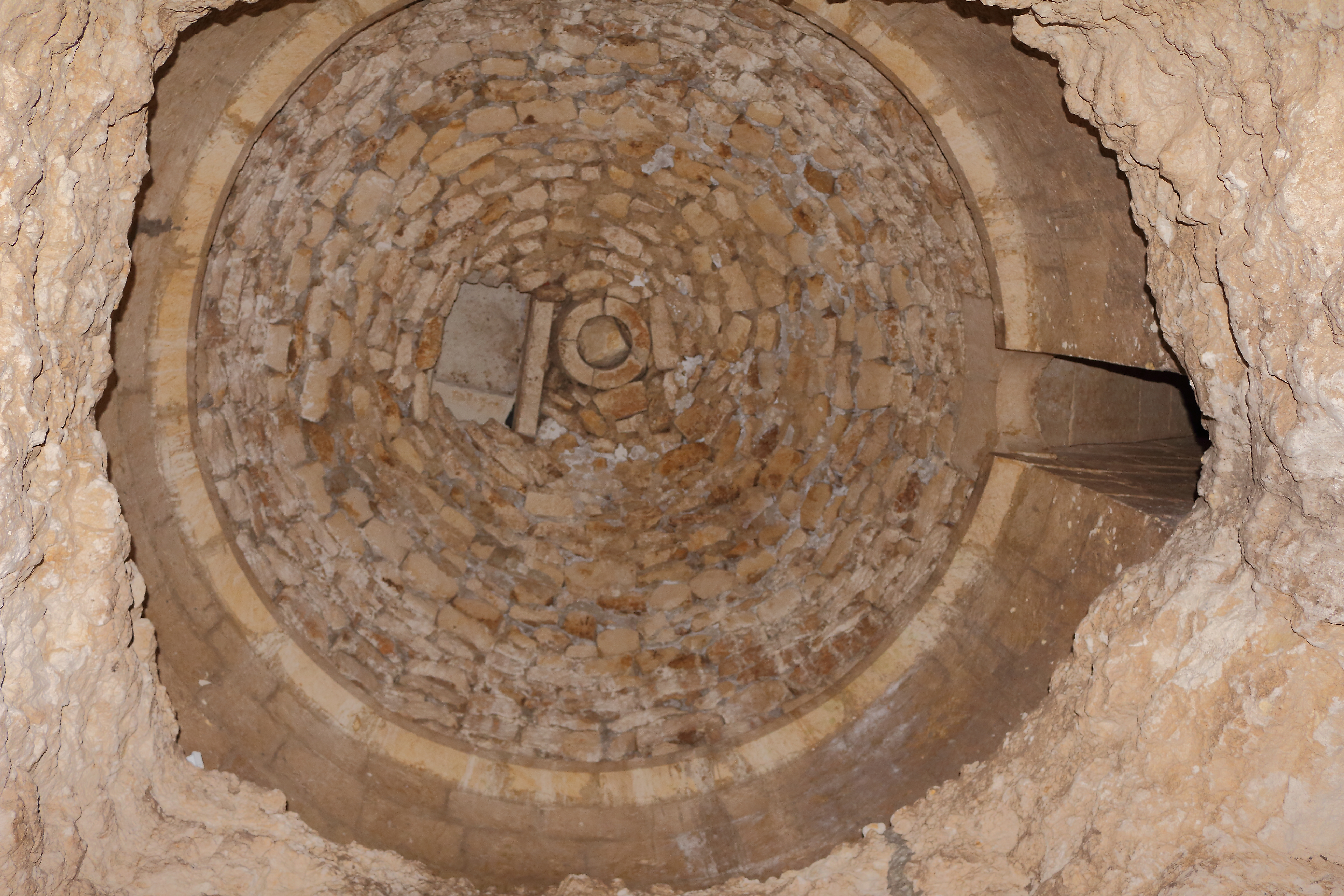
Le dôme de l'extension médiévale de la crypte.

L'entrée de la crypte se trouve au pied du maître-autel. Cette dernière a été redécouverte en 1976 par le curé de l'époque, D. Héraud. Entièrement taillée dans le roc, elle semble avoir été aménagée au Ve siècle, peut-être sur un souterrain-refuge d'origine celtique. Agrandie au XIIe siècle, elle sert longtemps d'ossuaire.
À l'extérieur, le clocher carré s'élève à la croisée du transept, où une coupole sur pendentifs a été aménagée. Construit au XIVe siècle, il est flanqué d'une tourelle d'escalier « en pomme de pin ». Des traces de fortifications (échauguette et mâchicoulis), mais aussi d'incendie, témoignent des combats des guerres de religion au XVIe siècle.

## Protection
L'église Saint-Martin de Meursac est classée monument historique depuis 1909.

## Galerie de photos

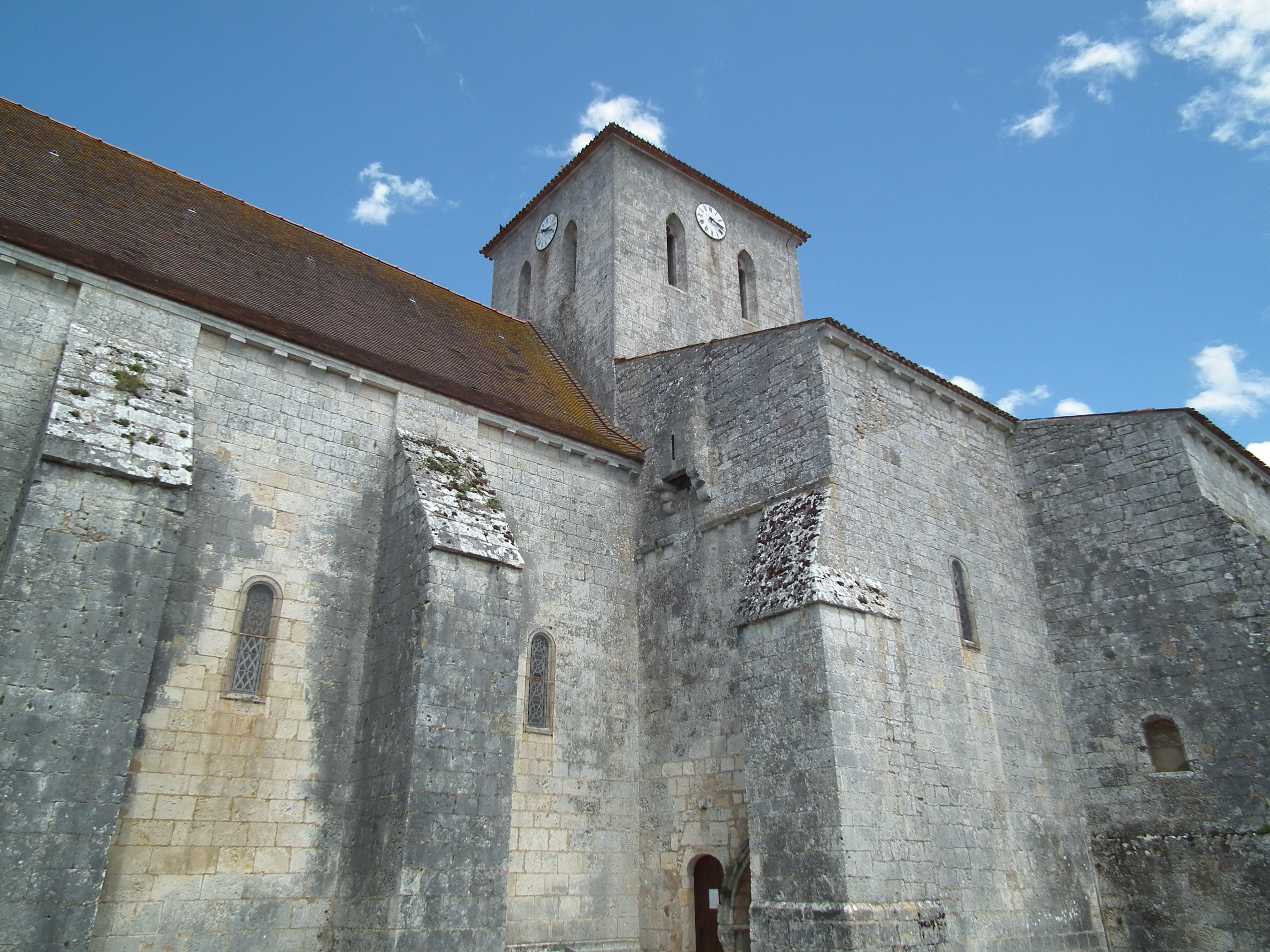
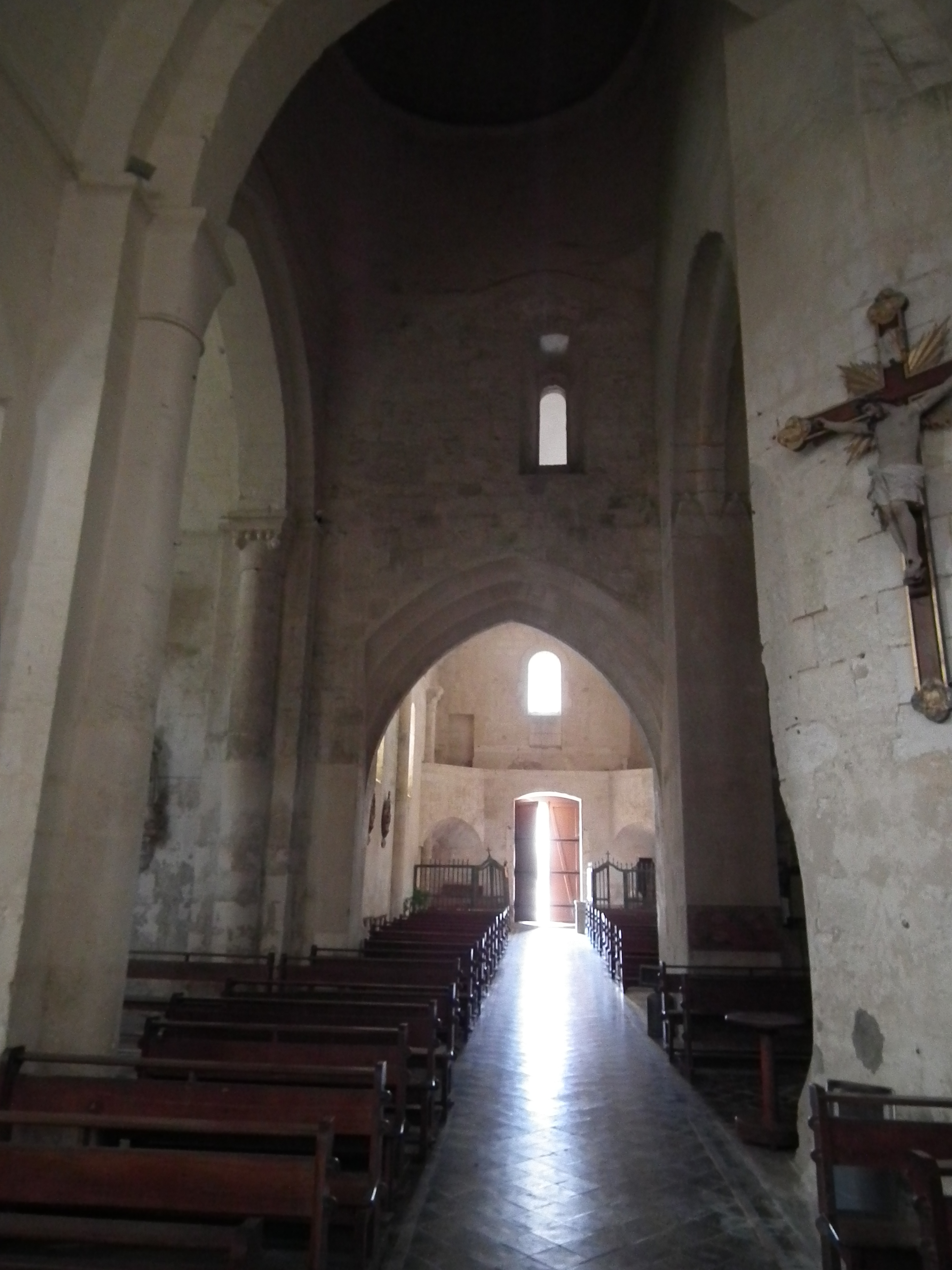
L'intérieur de l'église.
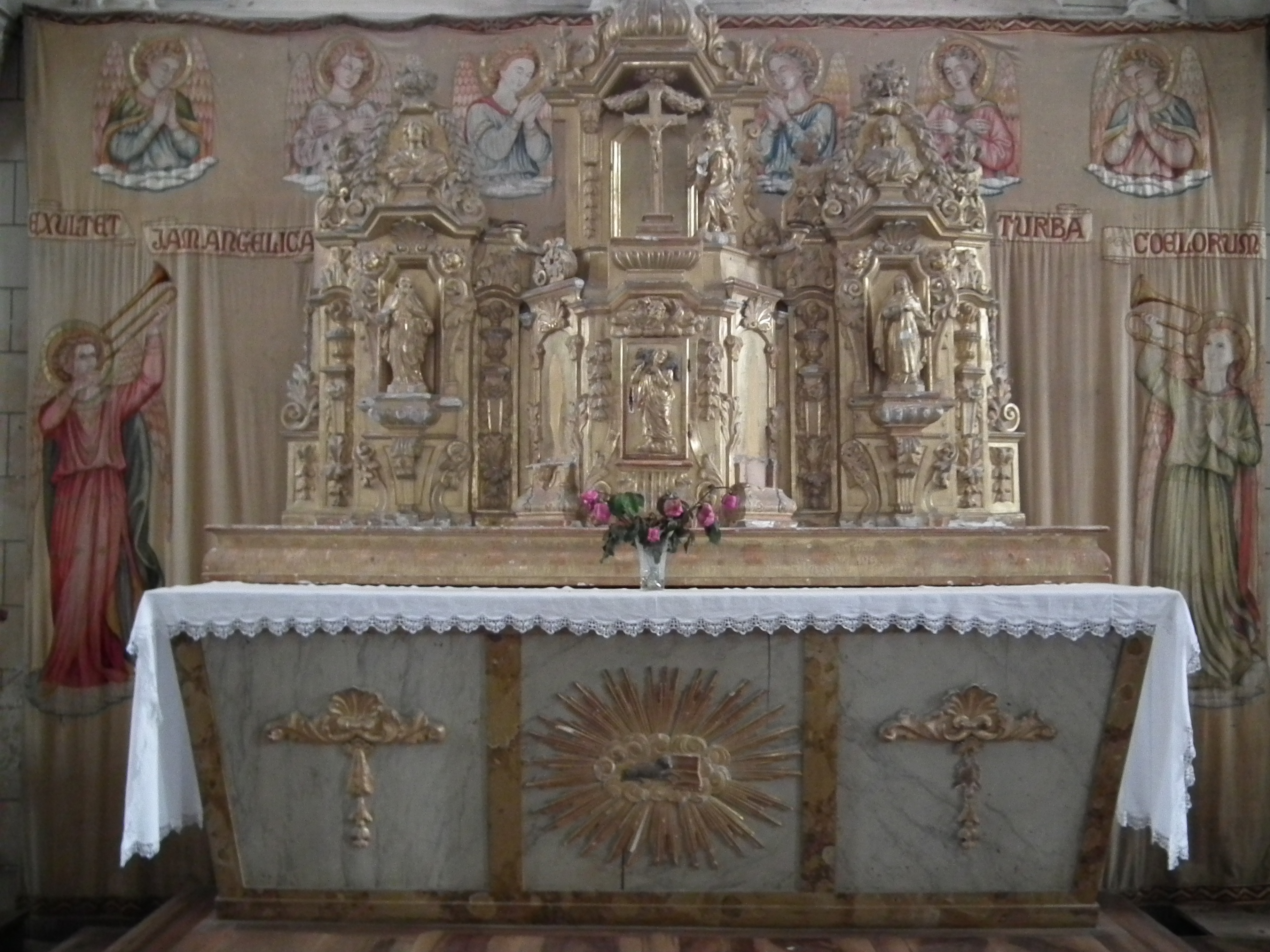
Le maître-autel de l'église.
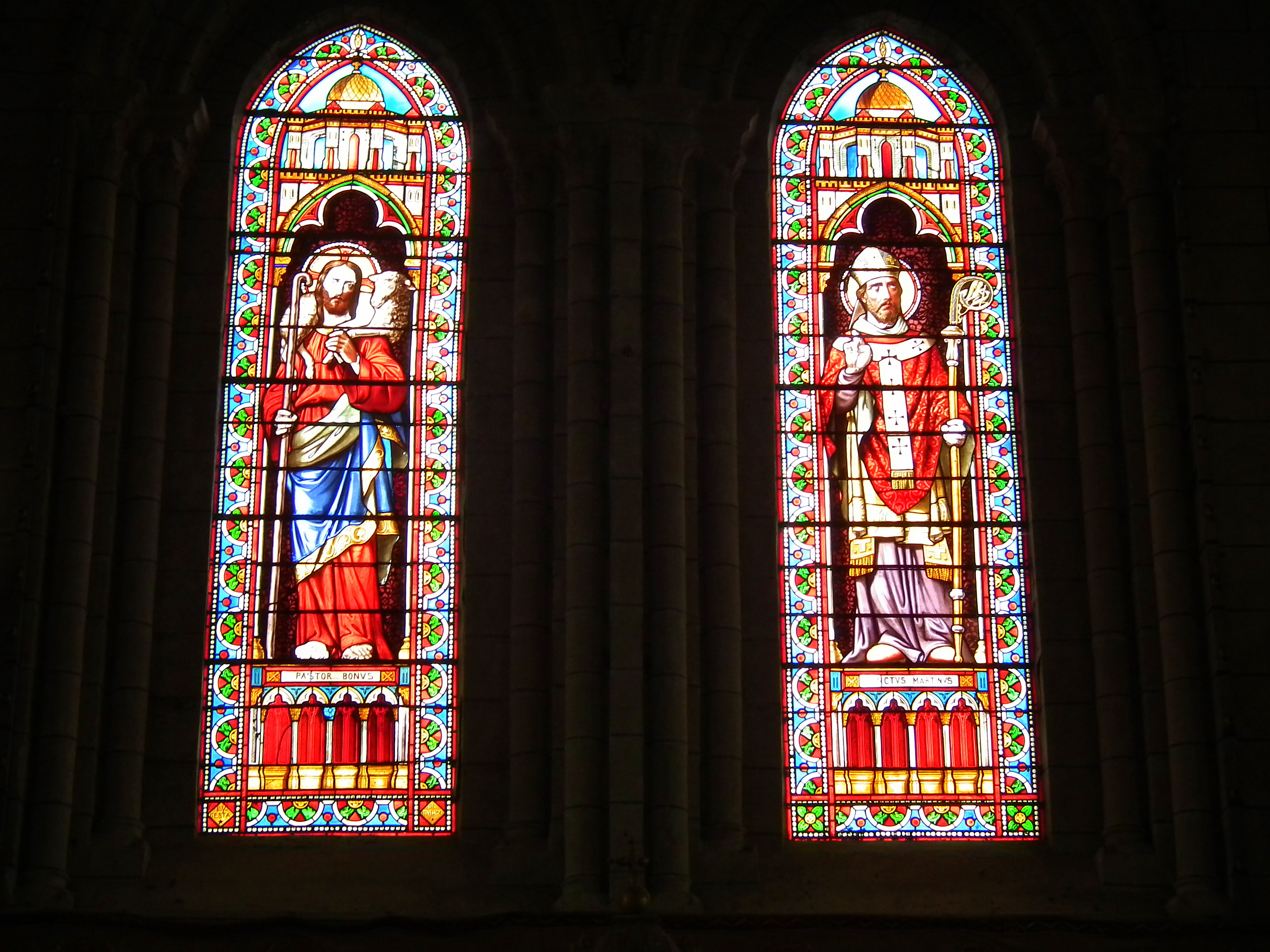
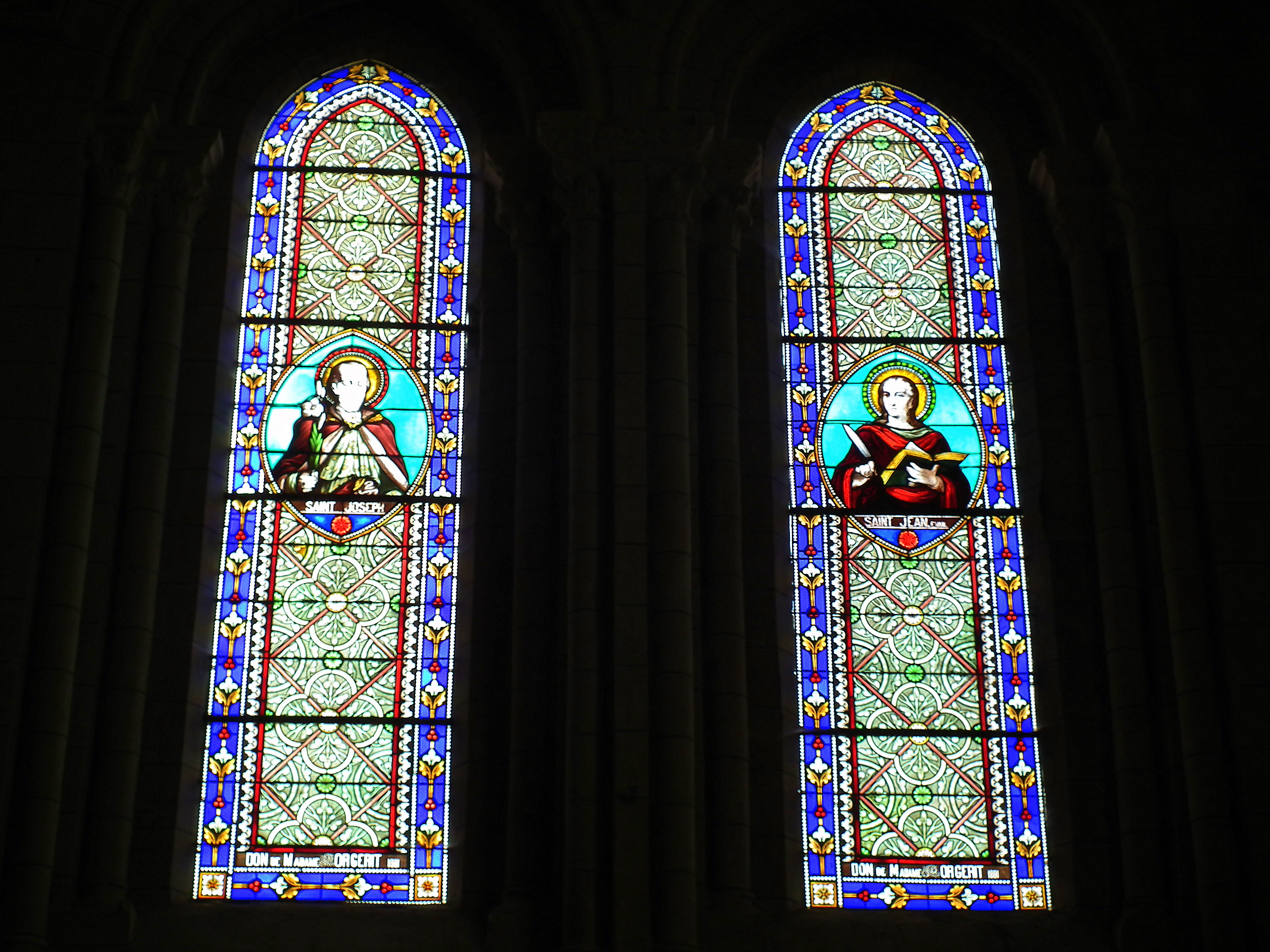